# Chiesa di Santa Maria Assunta (Brignano Gera d'Adda)
La chiesa di Santa Maria Assunta è la parrocchiale di Brignano Gera d'Adda, in provincia di Bergamo e diocesi di Cremona; fa parte della zona pastorale 1.

## Storia
Dalle Rationes Censum et Decimarum del 1404 si apprende che la primitiva chiesa di Brignano era filiale della pieve di Fornovo.
Nella relazione della visita pastorale del 1519 del vescovo Gerolamo Trevisano si legge che la parrocchia di Brignano faceva parte del vicariato di Caravaggio; questa situazione è confermata nel 1603, allorché il vescovo Cesare Speciano, visitando la chiesa, annotò pure che questa aveva, come filiali, gli oratori di Sant'Andrea Apostolo, della Santissima Trinità, di San Rocco, di San Pietro, di Santa Maria di Campo e di San Zenone.
L'attuale parrocchiale venne costruita su progetto di Marcellino Segrè tra il 1783 ed il 1788. Nel 1786 i fedeli risultavano essere 2257, saliti a 2286 nel 1819.
Il 29 settembre 1975, con la riorganizzazione territoriale della diocesi, la chiesa passò dal soppresso vicariato di Caravaggio alla neo-costituita zona pastorale 1.

## Descrizione

### Esterno
La facciata della chiesa, caratterizzata dalla presenza di lesene, è divisa in due ordini, di cui quello superiore termina con il timpano triangolare.

### Interno
L'interno è ad un'unica navata con sei cappelle laterali; opere di pregio qui conservate sono l'altare laterale di San Bonifacio, costruito tra il 1724 e il 1726 dalla bottega fantoniana e impreziosito da due angeli in marmo, e gli affreschi di Romeo Rivetta, eseguiti tra il 1914 ed il 1918.